# Galha

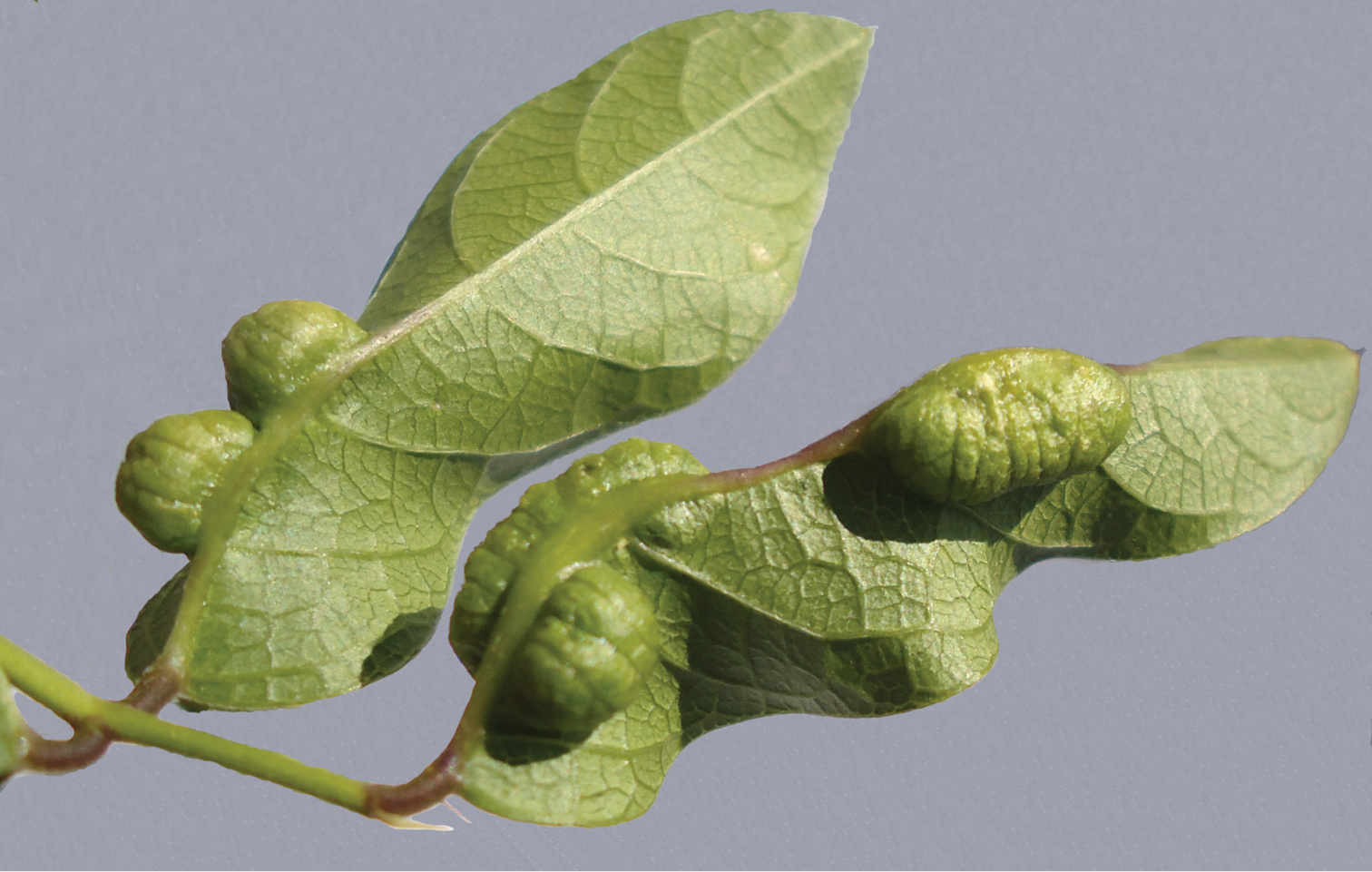
Galha de Japanagromyza inferna na Centrosema virginianum

Galhas, bugalhos, cecídios (também grafado cecídias) são estruturas que se originam em determinado órgão de uma planta através de hipertrofia e hiperplasia (Anatomia vegetal) de tecidos, inibição do desenvolvimento ou modificação citológica e/ou histoquímica em resposta ao ataque de organismos indutores que podem ser vírus, bactérias, fungos, nematódios, ácaros ou insetos - parasitas, geralmente específicos à espécie (ou ao género ou família) da planta. São estruturas às vezes comparadas a tumores.

## Galhadores
As galhas, que podem ser causadas por herbívoros como bactérias, vírus, fungos, protozoários, nematódios, ácaros ou insetos (Insetos galhadores), dependendo do órgão e da planta galhada, são interpretadas na maioria das vezes, como reação defensiva contra a actuação do agente galhador.
A alta especificidade dos galhadores aos seus hospedeiros reflete-se na morfologia da galhas, ou melhor, cada tipo de inseto galhador forma um morfotipo específico de galha. Por exemplo, os insetos galhadores são extremamente sensíveis a pequenas diferenças na fisiologia, química, desenvolvimento e fenologia da planta hospedeira, o que os leva às vezes a discriminar até mesmo espécies muito pouco distintas.
A especificidade entre algumas espécies é tão forte que pesquisadores podem se beneficiar do conhecimento dos abundantes tipos de galha para separar plantas híbridas de parentais.

## Galhas de Insetos
Galhas de insetos são estruturas patológicas originadas da neoformação de tecidos, como resultado de um estímulo químico e/ou mecânico do inseto. Durante o desenvolvimento da galha, modificações estruturais ocorrem com formação de tecidos cecidogênicos, que geralmente incluem os nutritivos que alcançam a câmara larval, cujas células mostram características de alta atividade metabólica que permitem a nutrição do parasita.
As galhas de insetos se desenvolvem após indução por larvas ou adultos, que realizam a postura de ovos ou se alimentam do vegetal, injetando substâncias e ainda realizando alterações mecânicas.
Galhas de insetos são estruturas simétricas, considerados órgãos vegetais neoformados que possuem características e funções típicas. Os tecidos das galhas apresentam um gradiente funcional que está relacionado com o hábito alimentar do inseto galhador.
Pela indução de galhas, os insetos são responsáveis por revelar novas potencialidades morfogenéticas da planta hospedeira, que inicialmente são dirigidas contra eles, mas que o inseto então usa para obtenção de comida e abrigo.

### Ecologia
A escolha do local da indução de galhas requer extrema especialização do herbívoro. A galha é uma estrutura séssil e na maioria dos casos pode persistir por um tempo considerável, até que a progene do indutor saia dela.
Então, a viabilidade destes descendentes é influenciada pela possibilidade da proteção pela galha de fatores abióticos, predação, parasitismo, patógenos e resistência da planta.
Alguns botânicos observaram que as espécies (ou às vezes gêneros) de plantas e as espécies de galhadores possuem uma íntima relação evolutiva, e, em algumas destas relações, após haver alterações cecidogênicas, as substâncias (metabólitos secundários) e a estrutura da galha favorecem o galhador. Isto ocorre devido ao afastamento dos predadores dos galhadores ou dos herbívoros competidores destes galhadores. Não há, porém, benefício às plantas na maioria dos casos, ou seja, o mutualismo na galha geralmente não é observado.

## Anatomia
A alteração anatômica observada pode apresentar desde apenas a lignificação de alguns tecidos até mesmo o crescimento e formação de novos tecidos (hipertrofia e hiperplasia), inexistentes nos órgãos sadios.

## Filogenia de galhas
Existem estudos de grupos taxonômicos de plantas galhadas que permitem averiguar a coevolução entre galhadores e plantas galhadas, demonstrando íntima associação entre estes, às vezes até mesmo entre subespécies de plantas. Estes estudos são feitos através dos cladogramas elaborados do grupo de galhadores e do grupo de vegetais, que são comparados, e às vezes é detectada uma correlação muito íntima entre ambos os cladogramas.
A anatomia e histoquímica da galha pode ser um caráter ecológico-morfológico para construção de hipóteses de filogenias, porém deve-se, como precaução, utilizar, como prevê a Sistemática Cladística, o maior número de caracteres úteis, já que pode haver casos em que a galha não indicará informação correta ou útil, pois existem os fenômenos de convergência evolutiva, que teoricamente poderiam ocorrer para quaisquer tipos de caracteres.